# Сельваси

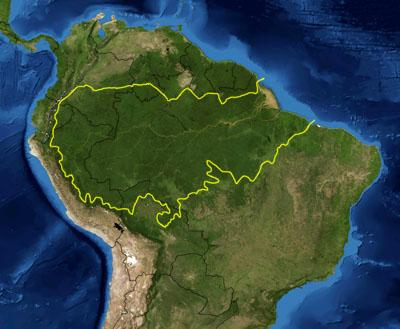
Місцезнаходження сельвасів в вузькому сенсі.

Сельва́си (від ісп. selvas) — вічнозелені вологі екваторіальні ліси в Південній Америці. Під цим поняттям інколи мають на увазі лише джунглі басейну Амазонки чи лише джунглі Бразилії, а іноді взагалі будь-які дощові ліси.

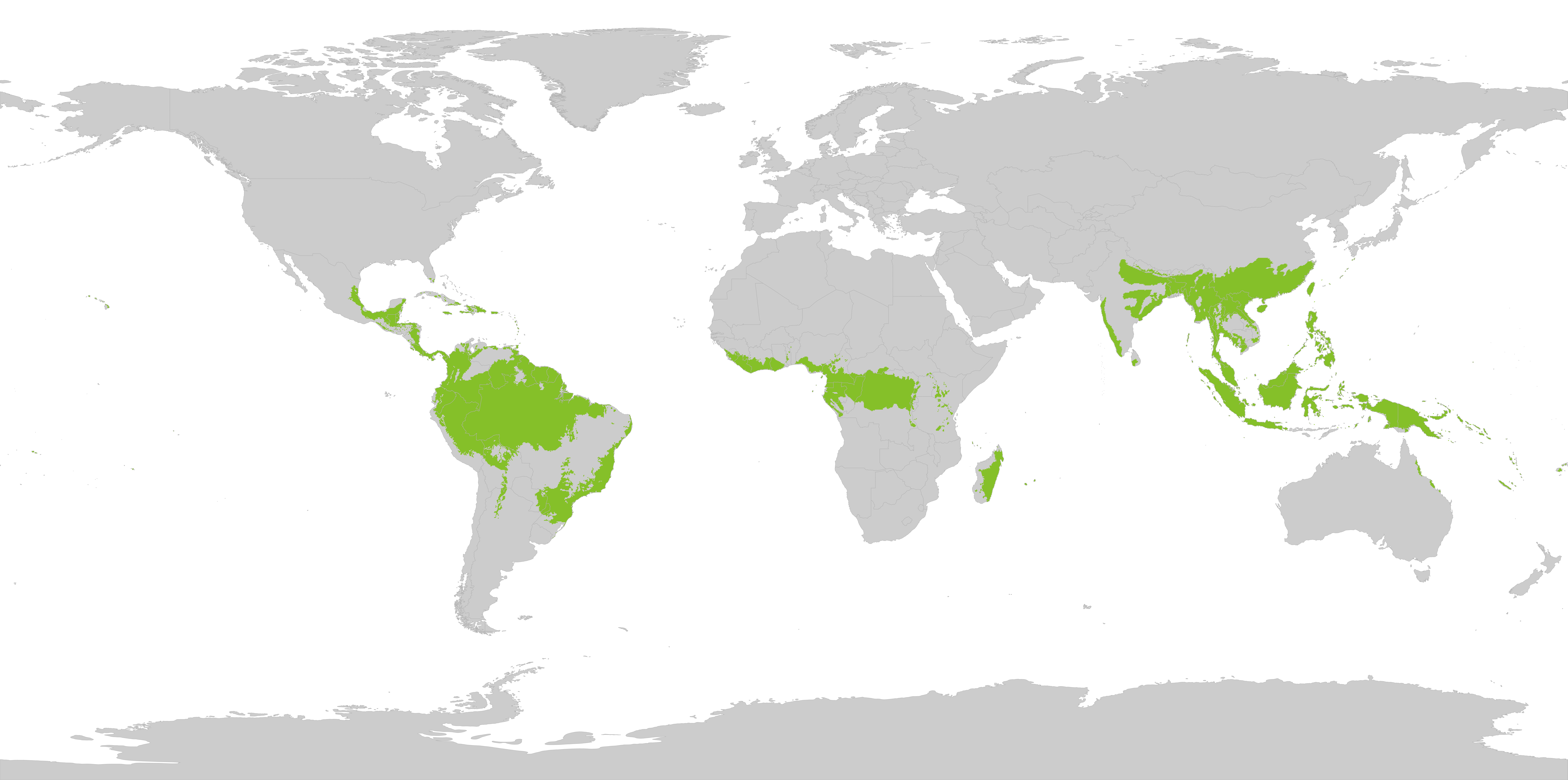
Поширеність сельвасів в широкому сенсі на мапі світу.

Сельваси розташовані, наприклад, на території таких країн, як Бразилія, Перу, Суринам, Венесуела, Гаяна, Еквадор, Болівія та Колумбія.
Сельваси знаходиться в екваторіальному і субекваторіальних поясах (сельваси в широкому сенсі — і в тропічному поясі) на великих низинних ділянках суші в умовах постійного прісноводного зволоження (1800—2300 мм опадів на рік). Ґрунт сельвасів вкрай бідний на мінеральні речовини, які вимиваються тропічними дощами. Вологість повітря у сельвасах дуже висока (80-90 %). Рослинний і тваринний світ сельвасів відрізняє різноманітність видів рослин і тварин. При цьому видове різноманіття незатоплюваних ділянок вище, особливо в плані ендеміків.
Індіанці, що живуть у сельвасах, користаються перелоговим землеробством: поле кілька років обробляється, потім полишається, і розчищається нова ділянка лісу. Цей спосіб придатний лише для малонаселених місцевостей. Лісовідновлення в цих умовах відбувається відносно швидко природним шляхом.

## Рослинний світ сельвасів

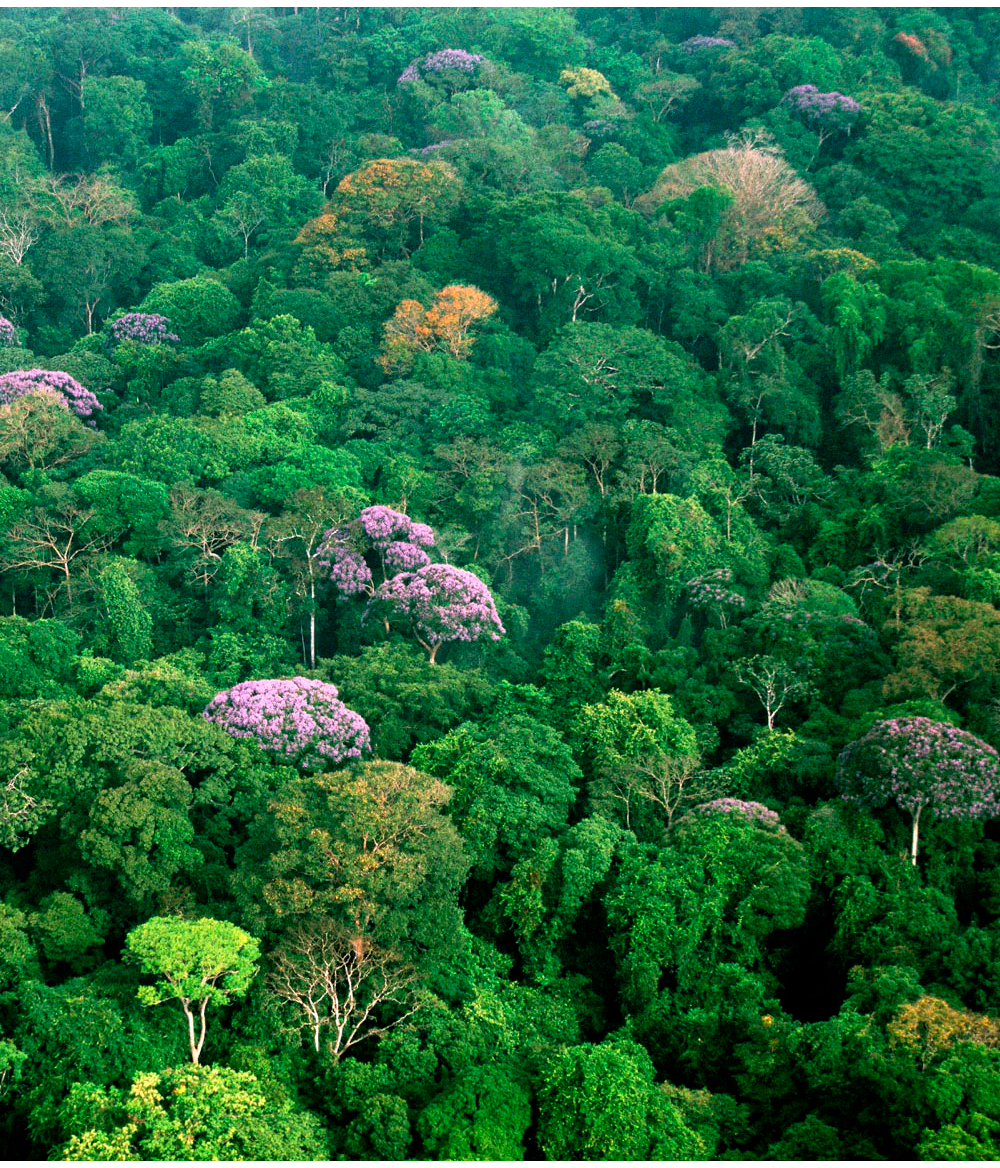
Панамські сельваси.

Як всі дощові тропічні ліси, сельваси мають кілька ярусів. Дерева ростуть в 3-5 ярусів, але підлісок виражений слабо. Як правило стовбури дерев прямі, колоноподібні, розгалужені тільки вгорі. Коріння дерев часто дошковидні, ходульне коріння характерне для болотистих місць. Одне дерево може мати одночасно гілки з плодами, квітками та молодими листям. Поширена кауліфлорія — утворення квіток і суцвіть на стовбурах і безлистих ділянках віт. Земля покрита опалим листям, гілками, стовбурами впалих дерев, лишайниками, грибами та мохом. Ґрунт має червонуватий колір; на ньому ростуть невисокі рослини, папороті та трава. Другий ярус — молоді дерева, також можуть бути чагарники і очерет. Верхів'я зімкнутих крон не утворює рівну поверхню, над пологом лісу з дерев висотою до сорока метрів бовваніють дерева-гіганти, наприклад, дерево сейба, яке у висоті може сягати 80 м. Через розмаїття порід дерев (у басейні Амазонки зростає щонайменше 2500 порід дерев) та різноманітності забарвлення листя, поверхня сельвасів має плямисте зелене забарвлення. Ефект підсилюють квітучі дерева, створюючи білі або кольорові плями.
Дуже багато позаярусної рослинності — ліан і епіфітів, орхідей. Особливо багаті епіфітами незатоплювані території. Епіфіти належать переважно до сімейств Бромелієві й Ароїдні, відрізняються формами і яскравістю забарвлення квіток. Епіфіти утворюють численні повітряні корені. Багато кактусів (особливо видів роду Ріпсаліси). Тут зростають динне дерево, какао, гевея, вікторія регія.
У місцях, які затоплюються під час паводків, нижній ярус, утворений гідрофільними пальмами, деревовидними папоротями та іншими рослинами, піднесений над очеретяними і осоковими болотами на висоту до 8 м. В краще освітлених ділянках нижній ярус швидко покривається щільними, важкопрохідними заростями ліан, епіфітів, чагарників і невеликих дерев. Подекуди зустрічаються так звані «сади диявола» — ділянки амазонських лісів, на яких росте тільки один вид дерев (Duroia hirsuta), який вирощують мурахи виду Myrmelachista schumanni («лимонні мурахи»).

## Тваринний світ сельвасів

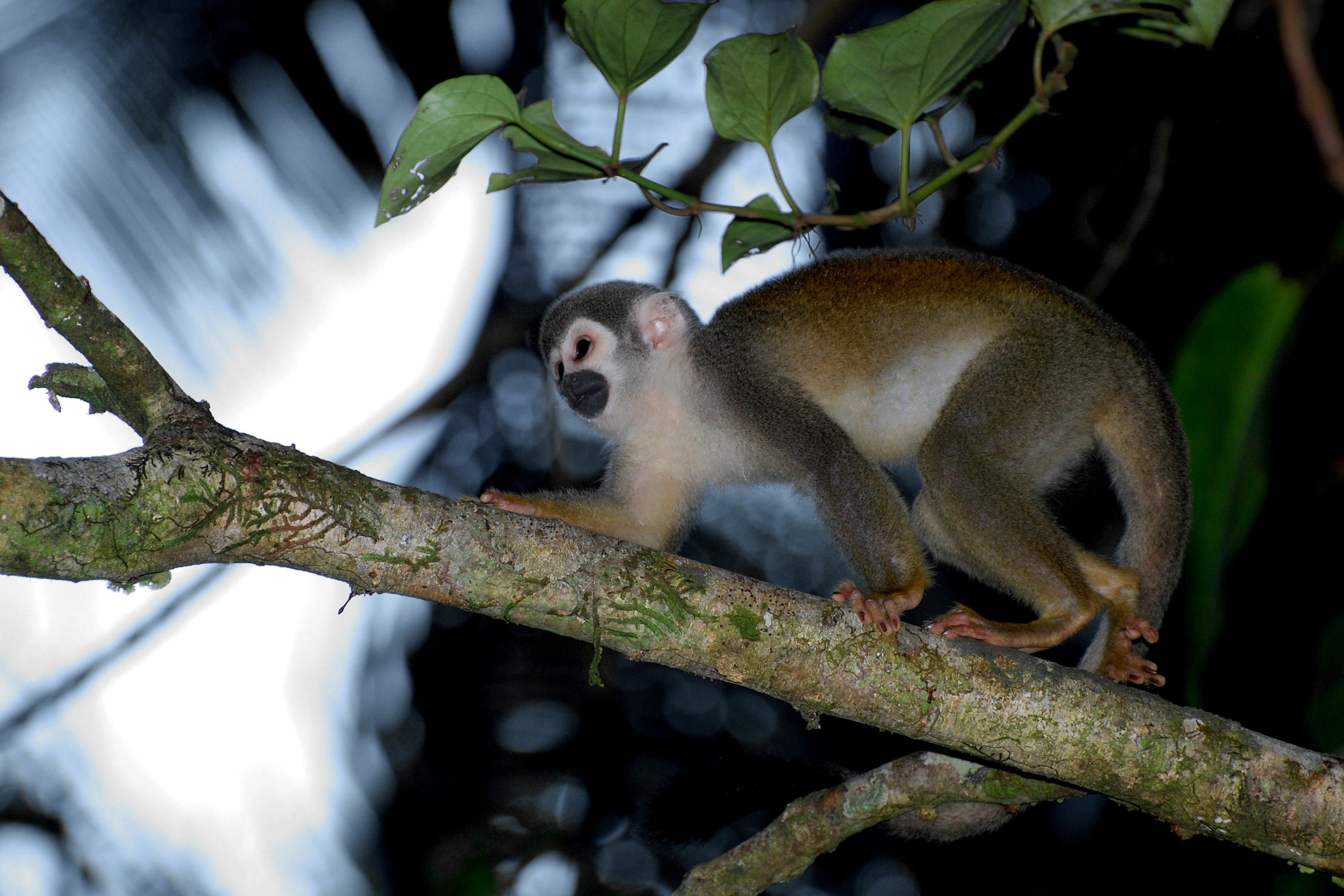
Біляча мавпа звичайна.

Більшість численних і різноманітних тварин сельвасів мешкають на деревах, навіть чимало земноводних. Наземних тварин мало, серед них гігантський броненосець, великий мурахоїд, свинки-пекарі, носухи, кущового пса, морські свинки. Водосвинка (найбільший на Землі гризун) і тапір живуть біля води.
Багато ссавців для життя на деревах мають чіпкий хвіст: карликовий і чотирипалапий мурахоїди, опосум, кенду бразильський, кінкажу, трипалі лінивці і чіпкохвості мавпи (ревуни, капуцини, уакарі, павукоподібна мавпа тощо); є численними невеликі ігрункові мавпочки. Хижі ссавці представлені котячими: ягуар, пума, оцелот, — які теж добре пристосовані до життя на деревах.
Серед птахів сельвасів тукани (ендемік), гоацини, гоко, американська чорна катарта, папуги ара, амазони та інші, колібрі (серед них найменші птахи Землі), які представлені тут більше ніж 300 видами. Окрім птахів, тут літає багато рукокрилих.
Багато плазунів. Представниками змій є удави, зокрема анаконда, найбільша змія. Серед змій багато отруйних: бушмейстер, аспіди. Приклади ящірок: ігуани, сцинки, ядозуб.
Надзвичайно багато комах. Серед 100 тисяч видів жуків — світляний кукухо і вусач-титан, який сягають у довжині 15 см. Мурахи-листорізи нерозривно пов'язані з деревами. Павуки-птахоїди — найбільші павукоподібні.
Водойми населяють ламантини, амазонський дельфін, анаконда (ендемік), каймани, гавіалові крокодили. Південноамериканська прісноводна фауна риб (близько 2000 видів) являє собою третину світової. Тут мешкають дводишний лусковик, дуже велика гігантська арапаїма, хижа піранья, електричний вугор. Звідси походять деякі акваріумні риби, наприклад, гуппі, скалярія.